# Isola di Ziegler
L'isola di Ziegler (in russo Остров Циглера, ostrov Ciglera) è un'isola russa nell'Oceano Artico che fa parte della Terra di Zichy nell'arcipelago della Terra di Francesco Giuseppe.

## Geografia
L'isola di Ziegler si trova nella parte centrale del gruppo delle isole di Zichy, tra l'isola di Salisbury a sud-ovest, le isole di Jackson e Payer a nord, l'isola di Greely a nord-est e l'isola Wiener Neustadt a sud-est. A est, tra l'isola di Ziegler e l'isola di Greely, si trova l'isola delle miniere di carbone. L'isola è lunga 45 km e ha una superficie di 448 km², il punto più alto è di 554 m; è quasi completamente libera da ghiacciai.

## Storia
L'isola ha preso il nome di William Ziegler (1843-1905), un uomo d'affari di New York, capo della spedizione Baldwin-Ziegler al Polo Nord (1901) sulle navi America, Fridtjof e Belgica e della spedizione polare Ziegler-Fiala (1903-1905).
All'inizio del XX secolo sull'isola fu eretta una stazione d'osservazione austriaca, la "Payer-Weyprecht".